# Eirenis persicus
Espèce
Synonymes
- Cyclophis persicus Anderson, 1872
- Pseudocyclophis persicus (Anderson, 1872)
- Pseudocyclophis walteri Boettger, 1888
- Contia angusticeps Boulenger 1894
- Contia mcmahoni Wall, 1911
- Eirenis mcmahoni (Wall, 1911)

Eirenis persicus est une espèce de serpents de la famille des Colubridae.

## Répartition
Cette espèce se rencontre :
- dans le sud-est de la Turquie ;
- dans le sud de l'Arménie ;
- dans l'est de l'Irak ;
- en Iran ;
- dans le sud du Turkménistan ;
- en Afghanistan ;
- au Pakistan.

## Description
Dans sa description Anderson indique que le spécimen en sa possession mesure environ 25 cm dont 8 cm de queue. Son dos est brun olivâtre clair et sa face ventrale jaune verdâtre. Sa tête est ornée d'une grande tache noire.

## Liste des sous-espèces
Selon The Reptile Database (9 avril 2013) :
- Eirenis persicus nigrofasciatus (Nikoslky, 1907) - Sud-Ouest de l'Iran et régions adjacentes en Irak
- Eirenis persicus persicus (Anderson, 1872)

## Étymologie
Son nom d'espèce, persicus, lui a été donné en référence au lieu de sa découverte, la Perse, territoire qui correspond actuellement à l'Iran.

## Publications originales
- Anderson, 1872 : On some Persian, Himalayan, and other Reptiles. Proceedings of the Zoological Society of London, vol. 1872, p. 371-404 (texte intégral).
- Nikolsky, 1907 : Reptiles et amphibiens recueillis (part.) M. N. A. Zarudny en Perse en 1903-1904. Annuaire du Musée Zoologique de l’Académie Impériale des Sciences de St.-Pétersbourg, vol. 10, p. 260-301.